# Hyperolius veithi
Espèce
Statut de conservation UICN

 LC  : Préoccupation mineure
Hyperolius veithi est une espèce d'amphibiens de la famille des Hyperoliidae.

## Répartition et habitat
Cette espèce est endémique de la province du Mai-Ndombe en République démocratique du Congo. Elle se rencontre à environ 400 m d'altitude dans le parc national de la Salonga. Elle vit dans la forêt tropicale humide.

## Étymologie
Cette espèce est nommée en l'honneur de Michael Veith.

## Publication originale
- Schick, Kielgast, Rödder, Muchai, Burger & Lötters, 2010 : New species of reed frog from the Congo basin with discussion of paraphyly in Cinnamon-belly reed frogs. Zootaxa, no 2501, p. 23–36.